# Hemiphileurus insularis
Hemiphileurus insularis är en skalbaggsart som beskrevs av Brett C.Ratcliffe 1988. Hemiphileurus insularis ingår i släktet Hemiphileurus och familjen Dynastidae. Inga underarter finns listade i Catalogue of Life.